# Arctia maculata
Arctia maculata là một loài bướm đêm thuộc phân họ Arctiinae, họ Erebidae.